# Dudlík

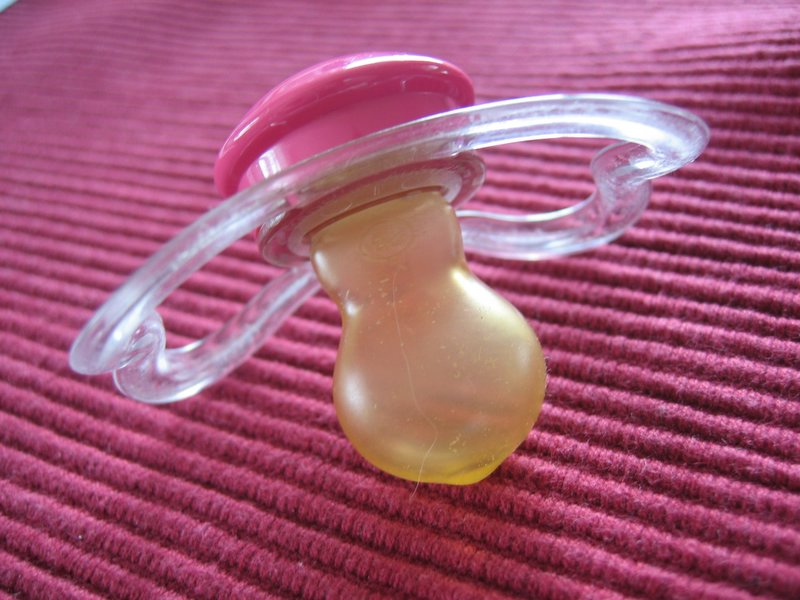
Dudlík

Dudlík je gumová náhražka prsu nebo prstů, která se dává kojencům na uklidnění. Skládá se z pružného kaučukového nebo silikonového sosáku, který dítě cucá, z plochého štítku, který brání spolknutí, a z kroužku, za nějž se dudlík bere do ruky, případně uvazuje. Dudlík v ústech dítěte vyvolává sací reflex, který dítě uklidní, takže lépe usíná. Dudlík s picími otvory je také součástí kojenecké láhve.

## Historie
Látkové uzlíky čili cumly, naplněné nějakým těstem, se užívaly už od středověku a někdy se dokonce smáčely v odvaru z makovic. Koncem 19. století se objevily gumové dudlíky, nejprve rotačního tvaru, od poloviny 20. století zploštělé, lépe přizpůsobené anatomii úst.

## Užitečnost a rizika
Názory na užitečnost nebo naopak rizika užívání dudlíků se měnily. V současnosti se užívání u kojenců od několika týdnů do dvou až nejvýše tří let spíše doporučuje a podle některých lékařů dokonce snižuje riziko syndromu náhlé kojenecké smrti. Dítě, jemuž rodiče dudlík odmítají, si často cucá prsty. Nejpozději ve třech letech by si dítě mělo dudlíku odvyknout, aby mu nedeformoval rostoucí chrup.